# اچانالی
اچانالی (به انگلیسی: Achanalli) در هند است که در کارناتاکا واقع شده‌است.